# بحيرة توماهوك (نيويورك)
بحيرة توماهوك، هي بحيرة تقع في مدينة بلومينج جروف في نيويورك في الولايات المتحدة. تم إنشاؤه في عام 1929 عن طريق بناء سد كروملاين كريك والذي يتلاقى مع أوتر كيل في أماكن أخرى من المدينة ليشكل مودنا كريك، أحد روافد نهر هدسون. إنه مملوك للقطاع الخاص، وينظمه اتحاد أصحاب المنازل مخصص كمورد للمياه وترفيهي لأعضائه. غمق البحيرة 50 قدم. يتوفر موقف سيارات محدود على طريق هولسيتاون جنوب التقاطع مع طريق شيري هيل. لا يوجد صيد القوس في بحيرة توماهوك لأنه من غير القانوني تفريغ القوس من طريق نيويورك.
تبلغ مساحتها 150 فدان (60 هكتارًا). في الآونة الأخيرة أصيب جزء من البحيرة بمساحة 30 فدان (12 هكتارًا) بكستناء الماء وكان لابد من معالجته بمبيدات الأعشاب وجدت إدارة الحفاظ على البيئة بالولاية في عام 2006 أن السد لم يتم تشغيله بأمان ويفتقر إلى خطة عمل طارئة وقد تم إصلاحه في الماضي دون الحصول على تصريح البناء المطلوب. وتمت أعمال إزالة الأشجار المطلوبة عن طريق DEC في صيف 2009 ويمكن رؤيتها من طريق شيري هيل.